# Микафунгин
Микафунгин (англ. Micafungin), ранее известный как FK-463, — противогрибковый препарат группы эхинокандинов, разработанный компанией Fujisawa Healthcare, Inc. (которая в 2005 году вошла в состав Astellas Pharma) под торговой маркой Микамин (англ. Mycamine). Микафунгин вводят внутривенно. Препарат получил окончательное одобрение от FDA 16 марта 2005 года, в Европейском Союзе  он был одобрен 25 апреля 2008 года.

## Показания
Микафунгин показан для лечения кандидемии, острого диссеминированного кандидоза, кандидозных перитонита, абсцессов и эзофагита. С 23 января 2008 года, микафунгин был одобрен для профилактики кандидозных инфекций у пациентов, перенесших трансплантацию гемопоэтических стволовых клеток (ТГСК).
Микафунгин неконкурентно ингибирует синтез 1,3-β-D-глюкана, важного компонента клеточной стенки грибов, который отсутствует в клетках млекопитающих. Это приводит к осмотической неустойчивости и клеточному лизису.

## Противопоказания
Известная гиперчувствительность к микафунгину или любому другому продукту его метаболизма является противопоказанием к использованию препарата.

## Дозировка
Для лечения кандидемии, острого диссеминированного кандидоза, кандидозного перитонита и абсцессов дозировка микафунгина составляет 100 мг один раз в день. Для лечения кандидозного эзофагита дозировка составляет 150 мг один раз в день. Для профилактики кандидозной инфекции у реципиентов ТГСК, дозировка составляет 50 мг один раз в день.
Метаболизм микафунгина происходит в печени, так как молекулы препарата является субстратом для печёночного фермента CYP3A4. Следует принимать меры предосторожности в отношении дозирования, так как микафунгин подавляет свой собственный клиренс с помощью слабого ингибирования CYP3A4.

## Лекарственные формы
Микафунгин — естественный противогрибковый продукт, получаемый из грибов Coleophoma empetri, которые синтезируют и выделяют во внешнюю среду это вещество с целью подавления окружающей микофлоры, конкурируя с ней за питательную среду.
- Микамин 50 мг для внутривенного введения (производитель «Астеллас»)
- Микамин 100 мг для внутривенного введения (производитель «Астеллас»)

Названия брендов за пределами США могут отличаться.

## В России
С 1 марта 2015 г. микафунгин включён в Перечень жизненно необходимых и важнейших лекарственных препаратов для медицинского применения, утверждаемый распоряжением Правительства Российской Федерации.